# Liv (bonecas)
Liv é uma linha de bonecas lançada nos Estados Unidos pela Spin Master, e no Brasil pela Long Jump. 
Elas são compostas por quatro garotas (Daniela, Katie, Sophie e Alexis) com personalidades diferentes. Elas também tem um diferencial das demais bonecas no mercado, devido ao fato de que podem trocar de cabelo.  Também foram uma das poucas bonecas norte-americanas a ganharem um comercial feito inteiramente no Brasil.  Elas também fizeram parte do McLanche Feliz, junto com o boneco Max Steel. 